# Jagdkopf (Wieda)
Der Jagdkopf ist ein 602,1 m ü. NHN hoher Berg im deutschen Mittelgebirge Harz auf der Grenze der Gemeinde Wieda zum gemeindefreien Gebiet Harz des Landkreises Göttingen in Niedersachsen.

## Geographische Lage
Der Jagdkopf liegt im Südharz im Naturpark Harz. Er erhebt sich direkt nördlich des Dorfs Wieda. Westlich vorbei am Berg fließt etwa in Nord-Süd-Richtung die Wieda; entlang des Flusses führt dort die Landesstraße 601, die etwa aus Richtung Braunlage und Sorge nach Wieda verläuft. Etwas südsüdöstlich des Berggipfels entspringt als linker Wieda-Zufluss der Bach im Schiefertal, und nördlich fließt der Bach im Schummelstal. Etwa in Richtung Nordwesten leitet die Landschaft zum jenseits der Wieda gelegenen Stöberhai und nach Ostnordosten direkt zum Wagnerskopf über.

## Bewaldung und Wandern
Der Jagdkopf ist bewaldet, und sein Gipfel ist auf Wald- und Forstwegen zu erreichen.